# 韦克豪森
韦克豪森是德国莱茵兰-普法尔茨州的一个市镇。总面积5.75平方公里，总人口229人，其中男性115人，女性114人（2011年12月31日），人口密度40人/平方公里。